# Tar (Trommel)

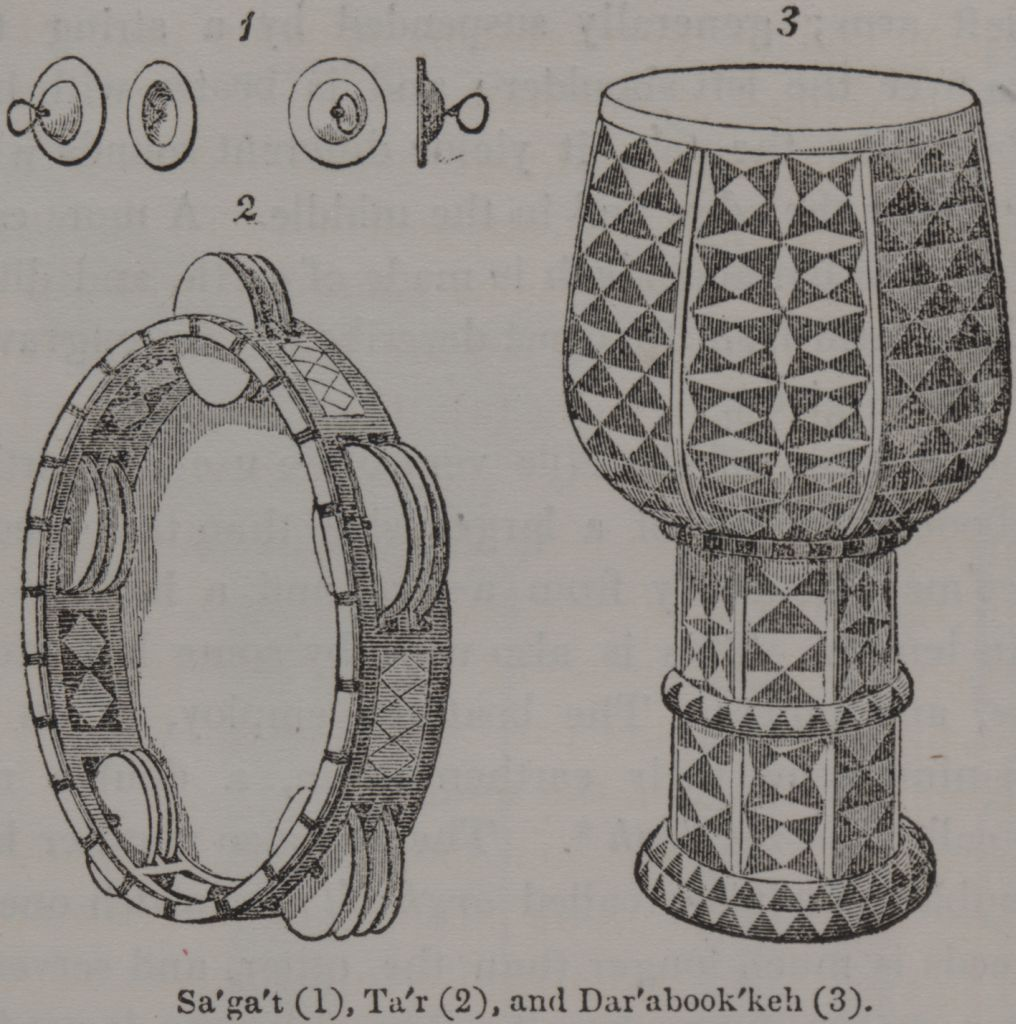
Historische Abbildung eines Tar (links, 2) neben einer Darbuka (rechts, 3).
Aus: Edward William Lane, „An Account of the Manners and Customs of the Modern Egyptians“, London 1836.

Der Tar (arabisch طار, DMG ṭār; im Arabischen ein männliches Substantiv) ist eine im Nahen Osten, in der Türkei und in Nordafrika (vor allem im Maghreb) verbreitete Rahmentrommel. 

## Beschreibung und Spielweise
Die Trommel, die einen Durchmesser von 12 bis 70 cm haben kann und entsprechend hoch oder tief klingt, besteht aus einem einseitig mit (Ziegen-)Fell bespannten Holzrahmen mit oder ohne Schellenring. Beim Spielen wird sie mit einer Hand gehalten und mit der anderen geschlagen; oft unterstützt die haltende Hand die Spielhand. Der Tar wird entweder als Rhythmus-Begleitung von anderen Instrumenten oder in speziellen Tar-Ensembles gespielt.

## Begriffe
Eine im arabischen Raum gespielte ähnliche Rahmentrommel, deren Name gelegentlich synonym zu Tar verwendet wird, ist der Riq mit Schellenkranz, in der persischen Musik auch der Daff mit und ohne Schellen. Die allgemeine arabische Bezeichnung für Trommeln ist Tabl.